# Дулчешти (Констанца)
Дулчешти (рум. Dulcești) насеље је у Румунији у округу Констанца у општини Доуазечи ши Треј Аугуст. Oпштина се налази на надморској висини од 9 m.

## Становништво
Према подацима из 2002. године у насељу је живело 1370 становника.

### Попис2002.
| Расподела становништва по националности 2002.‍ | Расподела становништва по националности 2002.‍ | Расподела становништва по националности 2002.‍ | Расподела становништва по националности 2002.‍ | Расподела становништва по националности 2002.‍ |
| --------------------------------------------- | --------------------------------------------- | --------------------------------------------- | --------------------------------------------- | --------------------------------------------- |
|                                               |                                               |                                               |                                               |                                               |
| Румуни                                        | Румуни                                        |                                               | 1.138                                         | 83,2%                                         |
| Турци                                         | Турци                                         |                                               | 6                                             | 0,4%                                          |
| Татари                                        | Татари                                        |                                               | 224                                           | 16,4%                                         |